# Courseulles-sur-Mer
Courseulles-sur-Mer – miejscowość i gmina we Francji, w regionie Normandia, w departamencie Calvados. W miejscowości znajduje się muzeum Juno Beach Centre. 
Według danych na rok 1990 gminę zamieszkiwały 3182 osoby, a gęstość zaludnienia wynosiła 402 osoby/km² (wśród 1815 gmin Dolnej Normandii Courseulles-sur-Mer plasuje się na 58. miejscu pod względem liczby ludności, natomiast pod względem powierzchni na miejscu 652.).
Miejscowość należy do krainy historycznej Bessin.